# José Luis Forcada
José Luis Forcada González (* 1923 oder 1924; † 8. Oktober 2010) war ein spanischer Politiker.
Forcada, Vater von sieben Kindern, war von 1974 bis 1979 Bürgermeister von Tudela. In den letzten Jahrzehnten seines Lebens arbeitete er in dem Unternehmen Manuel Forcada S.A. (Mafosa), das den Namen seines Vaters trägt. Er starb am 8. Oktober 2010 im Alter von 86 Jahren.